# Pakistan op de Olympische Winterspelen 2014
Pakistan was een van de landen die deelnam aan de Olympische Winterspelen 2014 in Sotsji, Rusland.
Bij de tweede deelname van Pakistan werd het land net als in 2010 vertegenwoordigd door een mannelijke olympiër, en net als Muhammad Abbas in 2010, nam Muhammad Karim op deze editie deel bij het alpineski-onderdeel reuzenslalom. 

## Deelnemers en resultaten
(m) = mannen, (v) = vrouwen 

### Alpineskiën
| Olympiër       | Onderdeel        | Resultaat | Prestatie                                                            |
| -------------- | ---------------- | --------- | -------------------------------------------------------------------- |
| Muhammad Karim | reuzenslalom (m) | 71e       | 1e run: 1.43,44 (77e) 2e run: 1.43,97 (71e) totaal: 3.27,41 (+42,12) |